# SM-68 Titan
Pour les articles homonymes, voir Titan.
Le SM-68 Titan I est un missile balistique intercontinental (ICBM) construit par la Glenn L. Martin Company dans la Air Force Plant Peter J. Kiewit and Sons (en) du Colorado. Il devait compléter le SM-65 Atlas. À l'origine du programme, le Titan fut baptisé B-68, puis SM-68. Il fut renommé MGM-25A/HGM-25 Titan en 1962.
Ce fut le premier véritable missile balistique multi-étages et il donna naissance aux lanceurs civils (fusée Titan).

## Historique
Pour un article plus général, voir Histoire du missile balistique.
Au milieu des années 1950, les États-Unis développent leurs premiers missiles balistiques intercontinentaux. L’Armée de l'Air américaine décide de lancer en 1955 en parallèle le développement des missiles SM-68 Titan et Atlas : l'objectif est de disposer d'une solution de rechange au cas où le développement de l'Atlas, à la conception audacieuse, échouerait. Le constructeur est la société Glenn L. Martin Company qui deviendra par la suite Martin Marietta avant d'être absorbé dans Lockheed-Martin. Le missile Titan comporte contrairement à l'Atlas deux étages propulsés par des moteurs Aerojet LR-87 brûlant un mélange de RP-1 (kérosène) et d'oxygène liquide. Le missile haut de 26 mètres et d'une masse de 100 tonnes est capable de lancer une bombe atomique unique de 4 mégatonnes à  15 000 km. Le premier étage a un diamètre de 3,05 mètres qu'on retrouvera sur toutes les versions ultérieures. Le deuxième étage a un diamètre de 2,06 mètres qui ne sera pas reconduit dans les versions suivantes. Le missile est guidé depuis le sol : un ordinateur installé dans un bunker calcule les corrections de trajectoire qui sont transmises par radio. Le missile est déployé à compter de 1962 dans des silos à une cinquantaine d'exemplaires mais est retiré du service dès 1965 car l'utilisation de l'oxygène liquide, qui entraine un délai de lancement de 20 minutes, le rend rapidement obsolète pour les besoins militaires.
Le premier tir du Titan I eut lieu le 6 février 1959 (Seul le premier étage fut testé, le second étant une maquette). Il reste opérationnel de 1962 à 1965 et est remplacé par une version à ergols stockables et plus puissante, le Titan II. Bien que sa carrière opérationnelle fut courte, il permit à l'USAF et aux firmes participantes au programme, de parfaire leurs connaissances dans la construction de missiles intercontinentaux.

## Caractéristiques techniques
Le Titan était un missile à deux étages à ergols liquides. Comme pour l’Atlas, les réservoirs devaient être remplis avant le tir, et le missile devait être sorti de son silo afin d’atteindre sa position de tir. L’ensemble prenant plus de 15 minutes, le système d’arme était surtout destiné à être une force de seconde frappe.
Les missiles étaient déployés par groupe de trois unités car ils devaient partager le système de guidage radio. Cette disposition les rendait très vulnérables dans le cas d'une attaque nucléaire.
Une unité de tir était composée de trois silos, comprenant trois missiles et les réservoirs de stockage des ergols liquides (RP-1 et oxygène liquide), un centre de contrôle et de tir, un centre de guidage radio, le tout étant relié par des tunnels. 18 sont construits en Californie, au Colorado, en Idaho, au Dakota du Sud et dans l'État de Washington pour un coût unitaire de 66 millions de dollars (valeur 2014).
Le coût unitaire du missile était de 1 500 000 dollars américain en 1962 (11,7 millions de dollars valeur 2014). 108 exemplaires furent fabriqués et 54 furent déployés simultanément. Les premiers exemplaires servirent aux essais.

## Inventaire  des missiles fabriqués
Au total 163 missiles Titan 1 ont été construits dont 62 pour sa mise au point. Les différentes versions sont : 
- Lot A : 6 missiles avec un premier étage simplifié et un deuxième étage inerte (portée réduite)
- Lot B : 7 missiles complets mais avec une durée de fonctionnement du second étage réduite
- Lot C : 6 missiles complets mais avec une durée de fonctionnement du second étage réduite et une maquette de véhicule de rentrée atmosphérique
- Lot G : 10 missiles complets avec une portée de 4000 milles marins  et un véhicule de rentrée atmosphérique séparable
- Lot J : 22 missiles complets avec une portée de 5000 milles marins  et un véhicule de rentrée atmosphérique séparable
- Lot V : 4 missiles complets identiques au lot J sauf pour l'instrumentation et le système de sauvegarde. Lot utilisé pour des tests à Vandenberg
- Lot M : 7 missiles complets identiques au lot J mais équipés d'un système de guidage inertiel utilisé pour la mise au point du système de guidage de la version Titan II
- 101 missiles opérationnels